# ایوان اشتیل
ایوان اشتیل (روسی: Иван Александрович Штыль؛ زادهٔ ۶ اوت ۱۹۸۶) ورزشکار اهل روسیه است.
وی در مسابقات کشوری و بین‌المللی در مجموع برندهٔ ۳۰ مدال طلا، ۱۴ مدال نقره، ۲ مدال برنز شده‌است.